# 144 a. C.
El año 144 a. C. fue un año del calendario romano prejuliano. En el Imperio romano, fue conocido como el año 610 Ab Urbe condita.

## Acontecimientos

### Roma
- El pretor Quinto Marcio Rex inicia la construcción del acueducto llamado Aqua Marcia.
- Hispania: se prorroga el mandato del cónsul Fabio como procónsul. Campañas en el norte de Hispania Ulterior. Viriato, caudillo de los lusitanos, implica en su guerra contra Roma a los celtíberos.[1]

### Partia
- Los partos toman Babilonia.